# Thelazia lacrymalis
Thelazia lacrymalis är en rundmaskart. Thelazia lacrymalis ingår i släktet Thelazia, och familjen Thelaziidae. Arten är reproducerande i Sverige.